# Ostrogoda (filha de Teodorico)
Ostrogoda, também referida como Ostrogodo, Areagni, Arevagni, Areaagni ou Areecagni, foi uma nobre gótica dos séculos V e VI, ativa no Reino Ostrogótico. Era filha do rei Teodorico, o Grande (r. 474–526) com uma mulher de nome desconhecido e irmã de Teodegoda. Ela nasceu enquanto seu pai ainda residia na Mésia, embora a data seja incerta; os autores da Prosopografia do Império Romano Tardio sugerem 476 ou c. 483/488.
Ostrogoda foi casada com o rei burgúndio Sigismundo da Borgonha (r. 516–523) com quem teve dois filhos, Sigerico e Suavegoda. Ela faleceu pouco antes de seu marido, embora a data seja desconhecida. Os autores da Prosopografia propõem que Ostrogoda faleceu pouco antes de ca. 523, data da morte de Sigismundo.